# Hermann von Walter

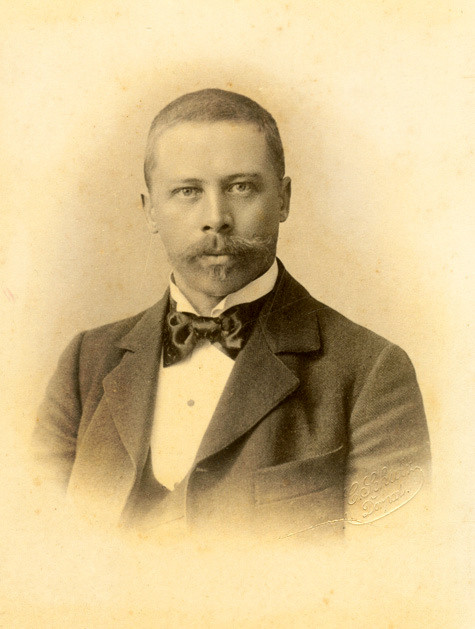
Hermann von Walter

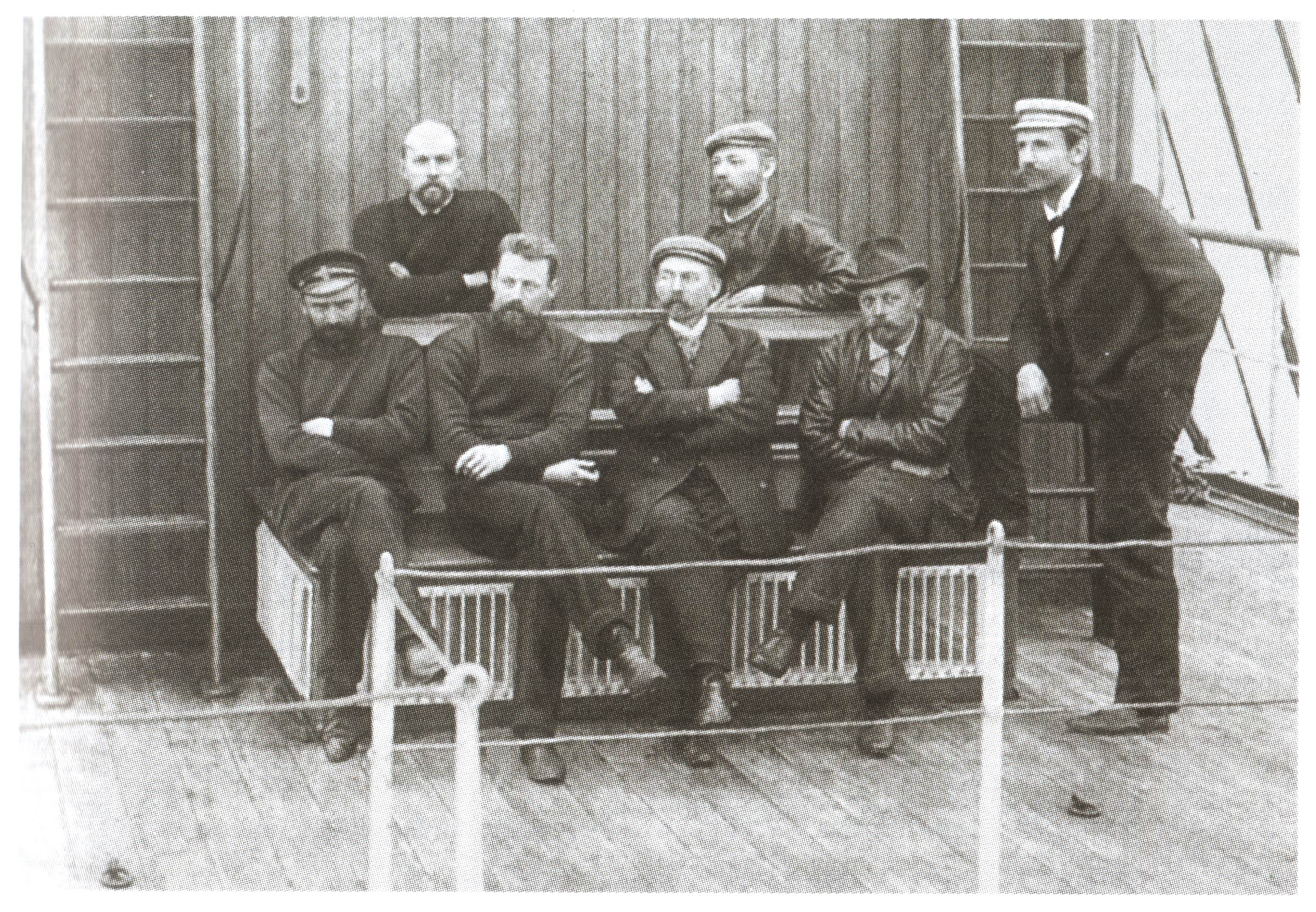
Teilnehmer der Sarja-Expedition: Koltschak, Matissen, Kolomejzew, Toll, Walter, Bialynizki-Birulja, Seeberg (v. l. n. r.)

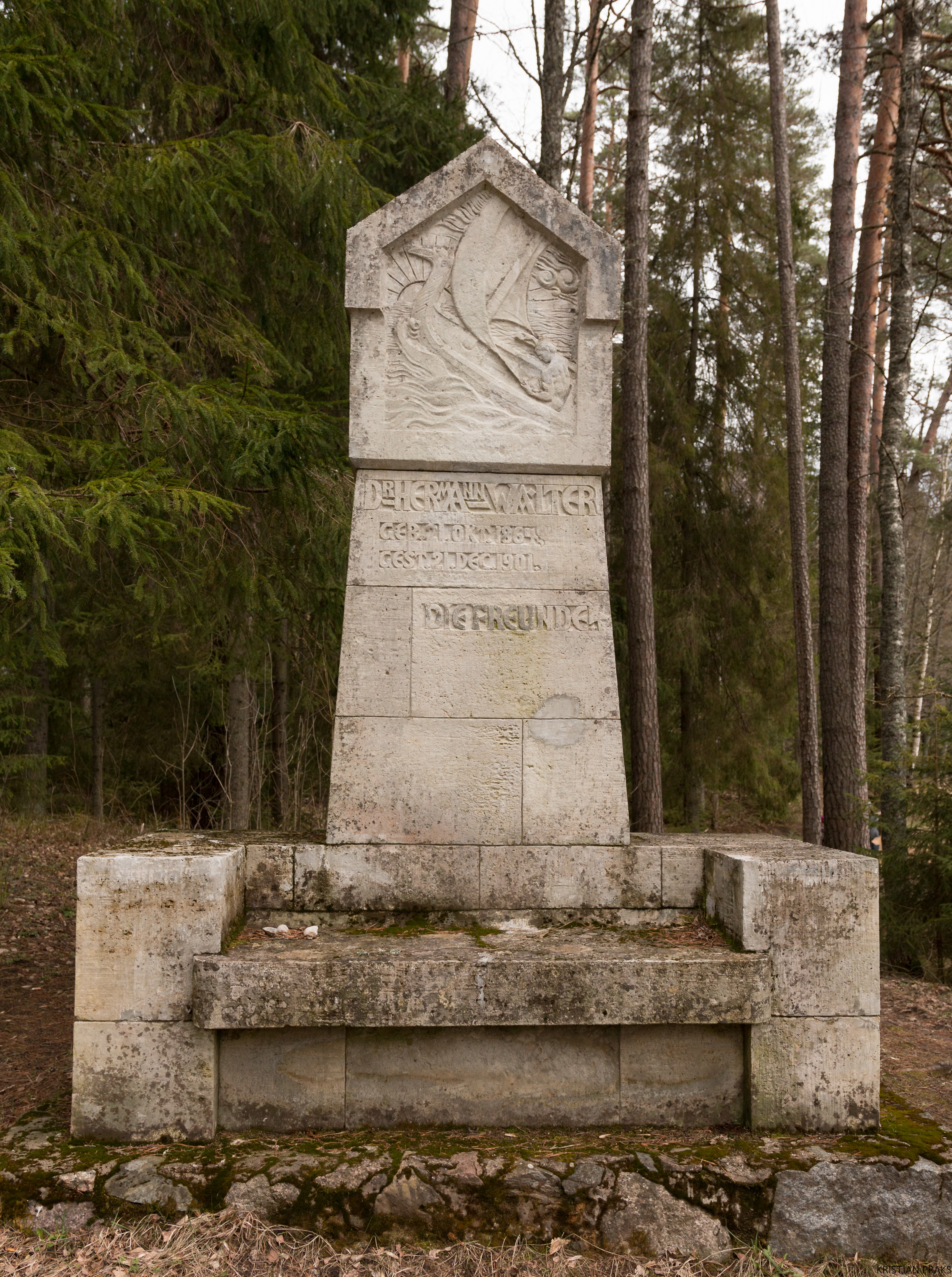
Gedenkstein für Hermann von Walter

Hans Hermann Eduard von Walter (russisch Герман Эдуардович Вальтер; * 21. Oktoberjul. / 2. November 1864greg. in Ermes, Gouvernement Livland; † 21. Dezember 1901jul. / 3. Januar 1902greg. auf der Kotelny-Insel) war ein deutsch-baltischer Arzt und Polarforscher.

## Leben
Hermann von Walter war das älteste von neun Kindern des Gutsbesitzers von Schloss Ermes Eduard von Walter und dessen Ehefrau Jenny, geborene Baroness von Kruedener. In den Jahren 1884 bis 1891 studierte er an der Kaiserlichen Universität Dorpat, wo er in Medizin promoviert wurde. Anschließend arbeitete er als Assistent am städtischen Krankenhaus in Riga. 1895/96 unternahm er eine Studienreise nach Berlin und Wien. Nach seiner Rückkehr ließ er sich als praktischer Arzt in Dorpat nieder.
1899 nahm er an Bord der Andrei Perwoswanny an einer Expedition an die Murmanküste und nach Nowaja Semlja teil, die vom russischen Ichthyologen und Hydrographen Nikolai Michailowitsch Knipowitsch geleitet wurde.
Er starb während der zweiten Überwinterung der von Eduard von Toll geleiteten russischen Arktisexpedition mit dem Schoner Sarja, an der er als Schiffsarzt und Zoologe teilnahm. Seine sterblichen Überreste wurden am 29. Juli 2011 in einer feierlichen Zeremonie unter Anwesenheit von Regierungsmitgliedern der Republik Sacha, dem estnischen Botschafter in Russland und Angehörigen von Hermann von Walter erneut beigesetzt.

## Ehrungen
Das Kap Walter auf der Kotelny-Insel, an dem sich sein Grab befindet, ist ebenso nach ihm benannt wie die Walter-Bucht an der Taimyrhalbinsel.
Auch ein Gedenkstein bei Soontaga in der estnischen Landgemeinde Puka erinnert an Hermann von Walter.